# Star Ocean: Integrity and Faithlessness
Star Ocean: Integrity and Faithlessness (яп. スターオーシャン5 Сута: О:сян Фаибу, Звёздный океан 5) — японская ролевая игра с элементами экшна, шестая игра в серии Star Ocean, пятая в основной серии. Игра разработана студией tri-Ace, со Square Enix в качестве издателя, для PlayStation 3 и PlayStation 4.
Действие игры происходит на планете, находящейся в 6000 световых лет от Земли, во временном промежутке между The Second Story и Till the End of Time.

## Игровой процесс
Игра представляет собой японскую ролевую игру. Бои, как и в прошлых играх серии, ведутся в реальном времени.

## Разработка
Игра была анонсирована 14 апреля 2015 года в журнале Famitsu, по словам разработчиков на тот момент игра была готова на 30 %. Разработкой игры занимается компания tri-Ace, ответственная за создание прошлых игр серии, а издавать игру будет Square Enix. Продюсером игры стал Сюити Кобаяси, руководителем Хироси Огава, дизайном персонажей занимается Акира Ясуда. Основной платформой разработки названа PlayStation 3, а версия для PlayStation 4 будет разрабатываться параллельно.

## Оценки прессы
| Сводный рейтинг    | Сводный рейтинг |
| Агрегатор          | Оценка          |
| ------------------ | --------------- |
| GameRankings       | 58,41 %         |
| Metacritic         | 58/100          |
| Иноязычные издания |                 |
| Издание            | Оценка          |
| Destructoid        | 6/10            |
| Game Informer      | 5/10            |
| GameSpot           | 5/10            |
| GamesRadar+        | [ 13 ]          |
| IGN                | 5,8/10          |
| Polygon            | 5/10            |

Редакция журнала Famitsu оценила игру на 34 из 40 баллов.